# Dąbrowice (Skierniewice)
Pour les articles homonymes, voir Dąbrowice.
Dąbrowice est une localité polonaise de la gmina et du powiat de Skierniewice en voïvodie de Łódź.